# Банксия пильчатая
Ба́нксия пи́льчатая (лат. Bánksia serrata) — дерево; вид рода Банксия семейства Протейные. Является одной из четырёх банксий из первоначального гербария Джозефа Бэнкса.

## Ареал
Ареал — восточная часть Австралии, от Квинсленда до Виктории, изолированные участки имеются на Тасмании и Флиндерсе.

## Ботаническое описание
Растения вида обычно представляют собой корявые деревья с деформированным стволом высотой до 15 м, хотя в прибрежных областях банксия пильчатая является кустарником до 3 м, в скальном грунте иногда стелющийся.
Листья продолговато-обратноланцетные, 7,5—10 см длиной и 2—4 см шириной, по краю крупно колючезубчатые, кожистые, часто слегка волнистые.
Цветки в продолговатых крупных колосьях, 10—15 см длиной и 7—10 см шириной, вначале серебристо-серых, позднее жёлтых, затем краснеющих после увядания цветков.

## Применение
Банксия пильчатая некоторыми садоводами используется как декоративное растение, реже — как оранжерейное растение.

## Галерея
- Ботаническая иллюстрация